# Eublemmoides ochracea
Eublemmoides ochracea là một loài bướm đêm trong họ Erebidae.